# Vauchelles
Vauchelles is een gemeente in het Franse departement Oise (regio Hauts-de-France) en telt 279 inwoners (1999). De plaats maakt deel uit van het arrondissement Compiègne.

## Geografie
De oppervlakte van Vauchelles bedraagt 2,3 km², de bevolkingsdichtheid is 121,3 inwoners per km².
De onderstaande kaart toont de ligging van Vauchelles met de belangrijkste infrastructuur en aangrenzende gemeenten.

## Demografie
Onderstaande figuur toont het verloop van het inwonertal (bron: INSEE-tellingen).